# Tuerta insulica
Tuerta insulica är en fjärilsart som beskrevs av George Francis Hampson 1909. Tuerta insulica ingår i släktet Tuerta och familjen nattflyn. Inga underarter finns listade i Catalogue of Life.